# Sergueï Oulianine
Sergueï Alexeïevitch Oulianine (en russe : Серге́й Алексе́евич Улья́нин), né le 25 septembre 1871 à Moscou et mort le 13 octobre 1921 à Londres, est un concepteur d'avions et pilote militaire russe, pionnier de l'utilisation militaire de la photographie aérienne et commandant de l'armée de l'air russe en 1917-1918.

## Biographie
Issu d'une famille noble du gouvernement de Moscou, Sergueï Oulianine parle anglais, français, allemand, a étudié l'espagnol et l'espéranto. Il est diplômé du 2e corps de cadets de Moscou nommé d'après Nicolas Ier. En 1894, il termine la 3e école militaire d'Alexandre et est devenu podporoutchik d'infanterie. En 1895, il commence sa carrière dans l'aviation après des études au Parc d'entraînement aéronautique de Saint-Pétersbourg et une nomination au détachement aéronautique de la forteresse de Varsovie, qu'il commandera en 1905. La même année 1895, Oulianine commence à concevoir des cerfs-volants de levage d'hommes à utiliser pour l'observation militaire. Un « train de cerfs-volants » de 7 à 10 cerfs-volants conjoints de sa conception pouvait soulever quatre personnes. En 1904, Oulianine commence des recherches sur la télécommande des avions, des navires et des véhicules terrestres (en 1910, il a breveté une technologie de télécommande et en octobre 1915, un bateau radiocommandé de sa construction a navigué de Kronstadt à Peterhof). En 1908, il obtient un brevet pour un appareil photo pour l'enregistrement automatique de données photogrammétriques (utilisé jusqu'aux années 1920). En 1909, Oulianine a conçu un avion bimoteur avec une combinaison de trois avions. En 1910, Sergueï Oulianine est devenu l'un des sept officiers russes envoyés en France pour suivre une formation de pilote d'avion. Le 9 août 1910, il est le quatrième soldat russe et le huitième russe à obtenir une licence de pilote en France (numéro 181). Au début de 1910, le capitaine Sergueï Oulianine rejoint les frères Vladimir et Alexandre Lebedev pour créer PTA (St. Petersburg Aviation Partnership) qui a reçu un contrat du gouvernement pour concevoir un "avion pliable" pouvant être assemblé en 2 heures. L'avion de reconnaissance PTA-1 a été achevé le 26 janvier 1911. Il était basé sur Farman III mais avec une surface alaire plus petite et une nacelle pour le pilote et l'observateur. L'avion a reçu un prix à l'exposition aéronautique de Saint-Pétersbourg de 1911.

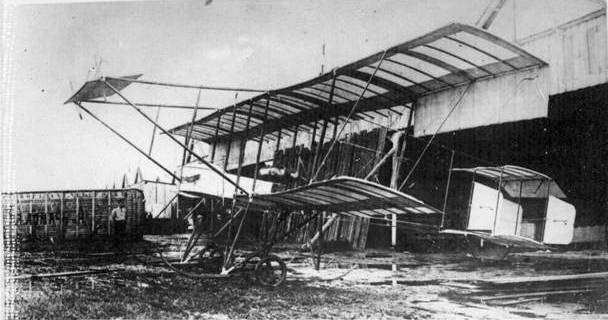
Biplan PTA no 1, conçu par Sergueï Oulianine, 1911.

- 1911 — nommé chef de la section Aviation de l'École d'aéronautique pour officiers.

En 1912, il élabore les termes d'un concours d'appareils de largage de bombes à partir d'avions et de ballons.

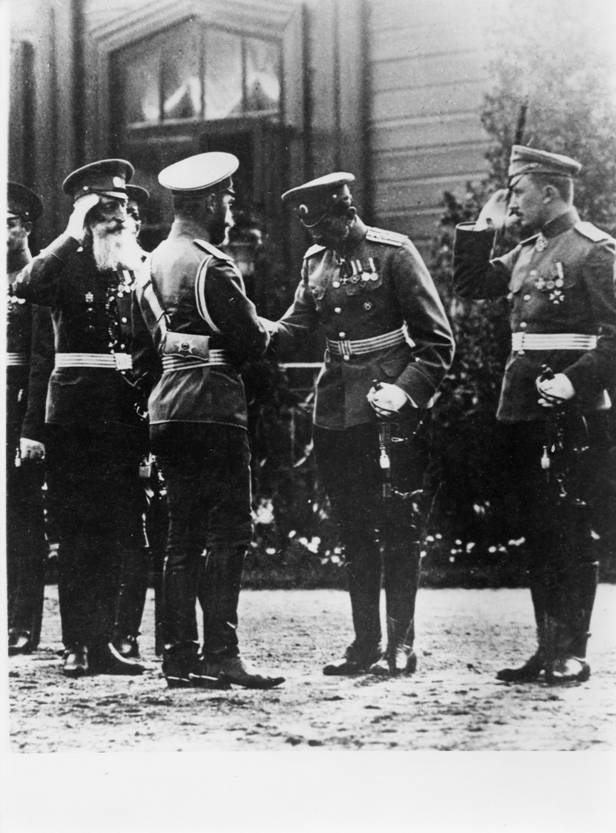
Krasnoye Selo, 25 juillet 1913. Le lieutenant-colonel Oulianine rencontre Nicolas II (à gauche, le chef de l'école d'officiers d'aéronautique, le lieutenant général Alexander Kovanko, à droite, l'adjoint d'Oulianine le capitaine d'état-major Gueorgui Gorchkov).

- 5 octobre 1913 — promu au grade de colonel.

- 18 août 1914 — premier directeur de l'école d'aviation militaire de Gatchina.
- 1915 - brevet délivré pour l'invention d'un gyroscope.
- 1915 - nommé chef de la Commission des achats pour le matériel aéronautique et aéronautique.

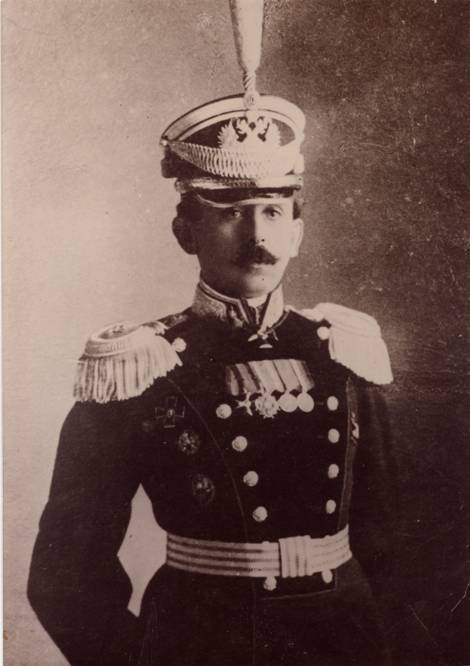
Colonel Sergueï Oulianine, 1916.

- 7 mars 1916 — nommé au poste de Major général à l'École d'aviation militaire.

- 1916 — brevet britannique accordé pour un relais électrique à haute sensibilité.
- 22 août 1916 — Chef adjoint de la Direction de l'Armée de l'Air.
- 19 avril 1917 - nommé premier chef de la direction de terrain de l'aviation et de l'aéronautique au quartier général du commandant en chef.
- 9 juin 1917 — nommé chef adjoint de la direction de l'armée de l'air responsable de la formation.
- Automne 1917 — Chef de la Direction de l'Armée de l'Air.
- Mars 1918 — envoyé à l'étranger pour liquider les moyens de la Commission des achats et organiser une nouvelle mission d'information aéronautique au Royaume-Uni, en Italie et en France. Émigration vers la Grande-Bretagne. Ses brevets ont été évalués par la section DCB de la Royal Navy.

Sergueï Oulianine meurt le 13 octobre 1921 à Londres et est enterré dans le cimetière de Brockley et Ladywell.

## Famille
Fils d'un propriétaire terrien du village de Staraïa Sitnia, gouvernement de Moscou Alexeï Oulianine (1817—1879). L'un de ses frères était Nikolaï Oulianine (1850-1907), ingénieur général de division, chef du chemin de fer d'Asie centrale, tué dans un attentat terroriste pendant la révolution de 1905-1907. Sergueï Oulianine s'est marié deux fois. Sa première épouse (1900) était Maria Mitrofanovna von Meyer (1878-1943), fille d'un noble, l'ingénieur Mitrofan von Meyer. Deux enfants, Ludmila (1901-1977) et Irina (1906-1945), sont nés de ce mariage. Sa deuxième épouse était Ludmila Mikhaïlovna Martynova (1890-1970), fille du médecin Mikhaïl Martynov. Les enfants nés de ce mariage sont :
- Nina (1915—2008) — designer, mariée à Henri G. Lejet.
- Marina (1919—2001) — traductrice.
- Alexis (1920—2007) - Major de l'armée britannique

## Brevets et articles
- Привилегия № 16266 Россия. Фотографический аппарат для автоматической записи фотограмметрических данных // С. À. Ульянин (Россия). — № 35392. Заявл. 31.03.08 ; Опубл. 30.11.09. 3 с. : илл. Группа V1;
- Привилегия № 19222 Россия. Прибор для вычерчивания кривой линии / С. À. Ульянин (Россия). № 42622; Заявл. 19.02.10 ; Опубл. 27.09.11. — 5 с. : илл. — Группа V/VI;
- Охранительное свидетельство № 42800 Россия. Складной разборный змей // С. À. Ульянин (Россия). Заявл. 04.03.10 ;
- Охранительное свидетельство № 42806 Россия. Парусная каретка, слжащая для управления с земли ил автоматического подъёа и псска феского подъёаа псса фоор.. п´ар * .. п´ар * .. п´ар * .. пвых ар /.. ппых ар * .. п´ар * о j'aime À. Ульянин (Россия). Заявл. 04.03.10 ;
- Привилегия № 29425 Россия. Гироскоп / С. À. Ульянин (Россия). — № 68091; Заявл. 30.11.15 ; Опубл. 20.07.17. — 3 с. : илл. — Класс 42с;
- Привилегия № 29275 Россия. Разборная палатка для аэропланов / С. À. Ульянин (Россия). — № 57239; Заявл. 26.03.13 ; Опубл. 29.04.17. — 2 с. : илл. — Класс 62с;
- Brevet 110569. Angleterre. MKI. Améliorations dans ou relatives aux relais électriques / Serge Ulyanin (Russie) ;
- HASELNINE Co (Angleterre, États-Unis) № 14957/16; Заявл. 20.10.16 ; Опубл. 22.10.17. — 3 л. : илл ;
- Прибор для воображаемой стрельбы при пособии тиражных чисел // Артиллерийский журнал. — 1899. № 7. — СПб. — С. 663—672. : лл. 9.
- Описание фотограмметрического аппарата и таблиц Ульянина — Изд. ГИУ, 1909; Новости по авиации // Записки Императорского Русского Технического Общества. —1912, вып. 10. — С. 344 ;
- Проект способа оценки аэропланов на военном конкурсе // Техника воздухоплавания. — 1912. № 4. — С. 213-216, 232 ;
- Метод оценки аэропланов // Записки Императорского Русского Технического Общества. 1913. № 8-9. — C.235 — 236 ;
- Современный военный флот. — Пг. — Изд. Семёнова, 1914. — 26 с. : илл.